# Dzielny pacjent
Dzielny pacjent – singel polskich raperów Okiego, Sobla i Young Igiego, promujący album studyjny, zatytułowany Produkt47. Singel został wydany 7 czerwca 2022.
Nagranie uzyskało w Polsce certyfikat platynowej płyty, przekraczając liczbę 50 tysięcy sprzedanych kopii.

## Geneza utworu i historia wydania
Utwór napisali i skomponowali Oskar Kamiński, Szymon Sobel, Igor Ośmiałowski i Sekko.
Singel ukazał się w formacie digital download 7 czerwca 2022 w Polsce za pośrednictwem wytwórni płytowej 2020 w dystrybucji Universal Music Polska. Kompozycja została umieszczona na debiutanckim albumie studyjnym Okiego – Produkt47.

## Teledysk
Do utworu powstał teledysk, który udostępniono 8 czerwca 2022 za pośrednictwem serwisu YouTube.

## Lista utworów
- Digital download[5]

1. „Dzielny pacjent” – 2:38

## Certyfikaty
| Kraj          | Certyfikat      | Sprzedaż |
| ------------- | --------------- | -------- |
| Polska (ZPAV) | platynowa płyta | 50 000+  |